# Gare de Rastatt
La gare de Rastatt (en allemand:Bahnhof Rastatt), est une gare ferroviaire de la ville allemande de Rastatt (land de Bade-Wurtemberg).

## Situation ferroviaire
La gare de Rastatt est située au point kilométrique (PK) 96,5 de la Rheintalbahn entre les gares de Muggensturm et de Baden-Baden-Haueneberstein.

Elle est située au point kilométrique 82,9 à l'extrémité de la Rheinbahn; Elle est précédée par la gare d'Ötigheim.

La gare est au début de la Murgtalbahn vers Freudenstadt, la gare suivante étant Rastatt-Beinle.

## Histoire
La ville de Rastatt fut connectée au réseau ferroviaire le 1er mai 1844 en cours de l'ouverture de la section Karlsruhe-Rastatt de la Rheintalbahn.
Le 31 mai 1869, la gare de Rastatt est devenue un nœud ferroviaire par la mise en service de la Murgtalbahn.
En 1890, le bâtiment voyageurs actuel a été construit.
En 1895, une seconde trace entre Rastatt et Karlsruhe, le Rheinbahn, a été ouverte, utilisant un parcours différent de celui de la Rheintalbahn déjà existant.
Depuis 1994, la gare est par ailleurs desservie par le tram-train de Karlsruhe, dont actuellement 4 lignes marquent l'arrêt à Rastatt.

## Service des voyageurs

### Accueil
La gare dispose d'un bâtiment voyageurs, avec guichet, ouvert tous les jours. Elle est équipée d'automates pour l'achat de titres de transport. Le changement de quai se fait grâce à un passage souterrain.

### Intermodalité
Un parc pour les vélos et un parking pour les véhicules y sont aménagés. La gare est également desservie par des bus urbains de la société des transports urbains de Rastatt (Rastadtbus) et de bus regionaux exploités par le KVV (Karlsruher Verkehrsverbund), l'autorité organisatrice de transports de la region de Karlsruhe.

### Desserte

#### Desserte du réseauDeutsche Bahn
| Origine   | Arrêt précédent | Train | Train | Train | Arrêt suivant | Destination             |
| --------- | --------------- | ----- | ----- | ----- | ------------- | ----------------------- |
| Karlsruhe | Karlsruhe       |       | DB    |       | Baden-Baden   | Offenbourg ou Constance |

#### Desserte du réseautram-train de Karlsruhe
| Ligne        | Trajet | Fréquence |
| ------------ | --- | --- |
| S 7          | Achern - Bühl - Baden-Baden – Rastatt – Durmersheim – Karlsruhe Hbf – Marktplatz – Tullastraße / Verkehrsbetriebe Karlsruhe                            | Toutes les 60 min durant la journée Aucune circulation en soirée, utiliser les lignes S 8 et S 71 |
| S 71         | Achern - Bühl - Baden-Baden – Rastatt – Muggensturm – Karlsruhe Hbf                                                                                    | Toutes les 60 min en soirée |
| S 8          | Eutingen im Gäu – Freudenstadt - Baiersbronn – Forbach – Rastatt – Durmersheim – Karlsruhe Hbf – Marktplatz – Tullastraße / Verkehrsbetriebe Karlsruhe | Toutes les 60 min entre Freudenstadt et Karlsruhe Toutes les 120 min entre Freudenstadt et Eutingen im Gäu |
| S 81         | Forbach – Rastatt – Muggensturm – Karlsruhe Hbf | Toutes les 60 min entre Karlsruhe et Rastatt hors pointe Toutes les 30 min entre Karlsruhe et Rastatt et toutes les 60 min entre Rastatt et Forbach en heures de pointe Aucune circulation en soirée, utiliser les lignes S 8 et S 71 |
| S 81 Express | Eutingen im Gäu – Freudenstadt - Baiersbronn – Forbach – Rastatt – Karlsruhe Hbf                                                                       | Toutes les 120 min |